# Gaam
Gaam – gaun wikas samiti w zachodniej części Nepalu w strefie Rapti w dystrykcie Rolpa. Według nepalskiego spisu powszechnego z 2011 roku liczył on 787 gospodarstw domowych i 4006 mieszkańców (2163 kobiety i 1843 mężczyzn).